# Italochrysa bimaculata
Italochrysa bimaculata is een insect uit de familie van de gaasvliegen (Chrysopidae), die tot de orde netvleugeligen (Neuroptera) behoort. 
Italochrysa bimaculata is voor het eerst wetenschappelijk beschreven door Hölzel in 1980.